# داني هاسل
داني هاسل (بالإنجليزية: Danny Hassel)‏ هو ممثل أمريكي، ولد في 7 ديسمبر 1967 في ريفرسايد في الولايات المتحدة.

## وصلات خارجية
- داني هاسل على موقع IMDb (الإنجليزية)
- داني هاسل على موقع قاعدة بيانات الفيلم (الإنجليزية)